# 密歇根州立大学斯巴达人队
密歇根州立大学斯巴达人队（Michigan State Spartans）是美国密歇根州立大学的代表队，征战NCAA顶级分区十大联盟的各项联赛。该队伍下属有25支不同项目的分队，包括橄榄球、篮球、冰球、棒球、排球、足球、田径、击剑、体操等。其中最受欢迎的是橄榄球和篮球。传统上该校的橄榄球是实力中等的球队，但是近十年来迅速崛起，有赶超两大劲敌——俄亥俄州立大学七叶树队和密歇根大学狼獾队——之势。该校橄榄球队曾5次进入六大碗赛之首的玫瑰碗比赛，每次都在决赛遇上加州的学校，其中三次是加大洛城分校，并在第100届玫瑰碗里击败斯坦福大学夺冠。1966年的跨区联赛中，该队10:10逼平圣母大学的比赛被誉为史诗之战。

## 宿敌
- 密歇根大学 - 狼獾队（密歇根德比）
- 俄亥俄州立大学 - 七叶树队
- 伊利诺伊大学 - 伊利奈战士队
- 宾夕法尼亚州立大学 - 尼塔尼雄狮队（拓地大学德比）
- 圣母大学 - 爱尔兰战士队
- 印第安纳大学 - 山地人队（旧黄铜痰盂杯）